# Desfiladeiro de Ironbridge
O Desfiladeiro de Ironbridge é um grande desfiladeiro em Shropshire, Inglaterra.